# Øster Herred (Blekinge)
Östra härad  (indtil 1658 dansk: Øster Herred) var et herred beliggende i Blekinge. Christianopel ligger i herredet.